# Clarence Thomas
Clarence Thomas (* 23. června 1948 Pin Point, Georgia) je soudcem Nejvyššího soudu Spojených států. Na tuto pozici byl nominován prezidentem Georgem H. W. Bushem 1. července 1991 a nahradil v ní soudce Nejvyššího soudu Thurgooda Marshalla po jeho odchodu do důchodu. Je teprve druhým Afroameričanem ve funkci soudce Nejvyššího soudu. Svou práci v této pozici oficiálně začal 23. října 1991. Po odchodu soudce Nejvyššího soudu Anthonyho Kennedyho do důchodu v roce 2018 se Clarence Thomas stal seniorním, tj. nejdéle sloužícím, soudcem Nejvyššího soudu.

## Rodinný život

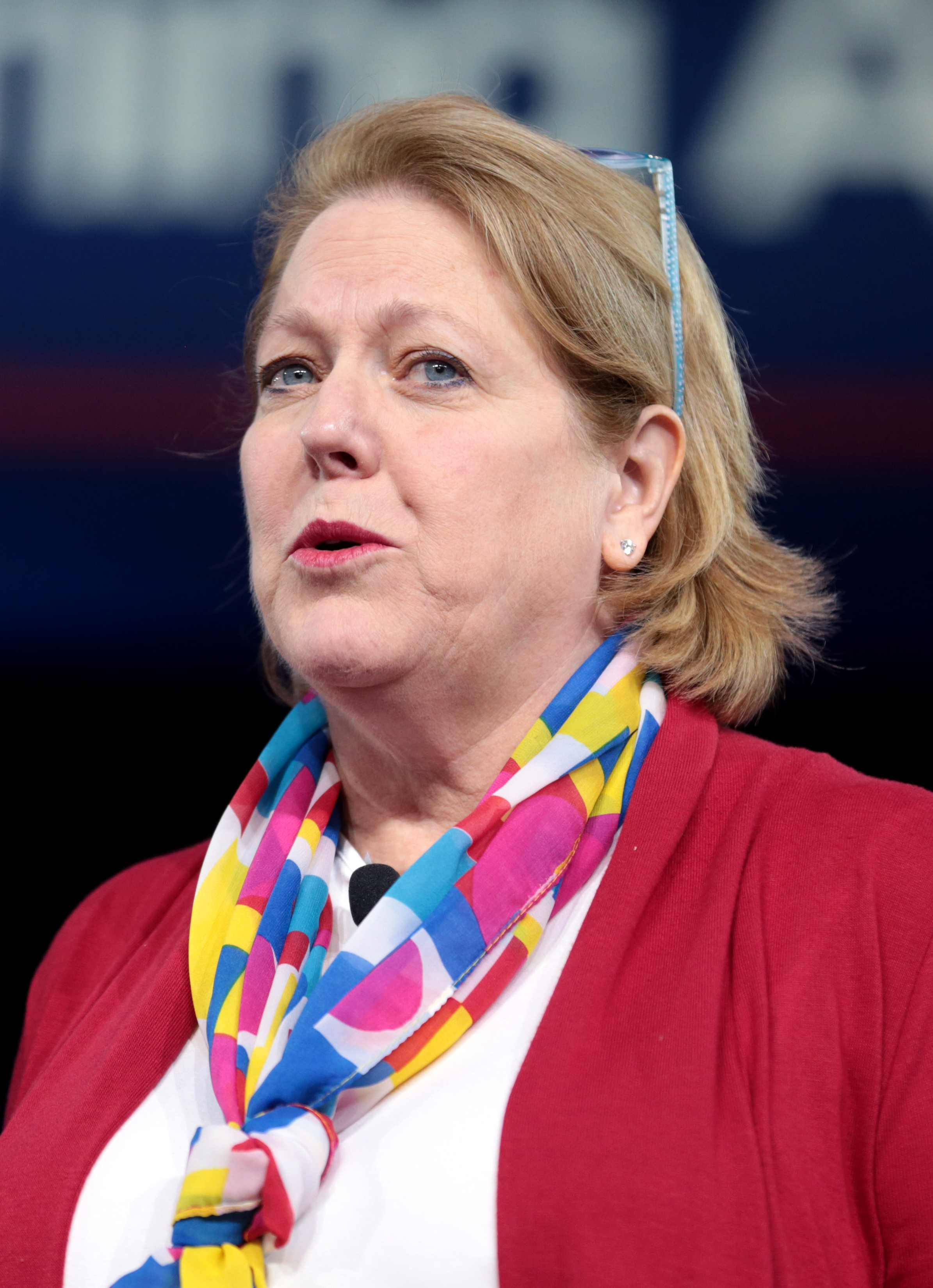
Thomasova druhá manželka Virginia hovoří na konferenci v Marylandu, 23. února 2017

V roce 1971 se Thomas oženil se svou studentskou láskou Kathy Grace Ambush. Měli spolu jednoho syna jménem Jamal Adeen. Rozešli se v roce 1981 a rozvod proběhl v roce 1984. V roce 1987 se Thomas znovu oženil, jeho manželkou se stala Virginia Lamp, lobbyistka a asistentka republikánského poslance Sněmovny reprezentantů Dicka Armeye. V roce 1997 k sobě manželé vzali Thomasova 6letého synovce Marka Martina, který do té doby žil se svou matkou v sociálním bytě.
Thomasova druhá manželka Virginia zůstala i po sňatku aktivní v americké konzervativní politice, pracovala jako poradkyně v Heritage Foundation a do roku 2011 jako zakladatelka a prezidentka organizace Liberty Central.

## Právnická kariéra
Thomas vyrůstal ve městě Savannah v Georgii a vzdělání získal na College of the Holy Cross a na právnické fakultě Yaleovy univerzity (angl. Yale Law School). V roce 1974 byl ustanoven zastupujícím generálním prokurátorem státu Missouri a poté se stal advokátem v privátní praxi. V roce 1979 se stal legislativním asistentem senátora Spojených států Johna Danfortha a v roce 1981 byl jmenován podtajemníkem pro lidská práva na ministerstvu školství. V roce 1982 jmenoval prezident Ronald Reagan Thomase předsedou Komise pro rovná práva v zaměstnání.
V roce 1990 nominoval prezident George H. W. Bush Thomase na pozici v Odvolacím soudu Spojených států pro okruh District of Columbia. V této pozici setrval 16 měsíců a 1. července 1991 byl prezidentem nominován na uvolněné místo soudce Nejvyššího soudu Spojených států po soudci Marshallovi. Konfirmační slyšení Thomase před Senátem Spojených států bylo těžce a hořce vybojované. Thomas byl osočen právničkou Anitou Hill, jeho podřízenou na ministerstvu školství a následně v Komisi pro rovná práva, z opakovaných sexuálních narážek, které prý pokračovaly, přestože jej vždy odmítla. Thomas a jeho podporovatelé tvrdili, že Anita Hill a její podporovatelé si vše vymysleli, aby zabránili Afroameričanovi s konzervativními politickými názory stát se soudcem Nejvyššího soudu. Senát Spojených států nakonec Thomase potvrdil do funkce těsnou většinou 52:48.
Od svého příchodu na Nejvyšší soud zaujal Thomas textualistický přístup ke svému rozhodování, ve snaze zachovat původní význam ustanovení Ústavy Spojených států amerických. Spolu se svým kolegou, soudcem Nejvyššího soudu Neilem Gorsuchem, je stoupencem přirozeného práva. Thomas je obecně vnímán jako nejkonzervativnější soudce Nejvyššího soudu.

## Přísaha viceprezidenta
- 20. ledna 2017 Mike Pence